# Filmbyen
Filmbyen er en samlende betegnelse for en række filmselskaber, der siden 1990'erne har haft til huse i den nedlagte militærlejr Avedørelejren i Avedøre. Blandt de selskaber som har til huse i Filmbyen er Zentropa og filmskolen Station Next. Tidligere lå også Nimbus Film, Innocent Pictures og Zeitgeist i Filmbyen. Filmbyen er også navnet på en gade, der går igennem området.
Flere dele af den tidligere militærlejr hører dog ikke under Filmbyen, deriblandt Cirkusmuseet samt flere andelsboligforeninger og restaurationsfaciliteter. Det er således misvisende at kalde hele militærlejrområdet Filmbyen.
Se Selskabsstyrelsens liste over virksomheder ved navn Filmbyen her.
Filmbyen ejes af Peter Aalbæk Jensen, der ligeledes virker som daglig direktør for Zentropa. Filmbyen rummer udover kontorfaciliteter også studier, redigering, klippegang samt en række administrationsfaciliteter herunder en mindre pavillionby, hvor arbejdende instruktører og andre filmfolk kan fordybe sig i fred og ro i deres arbejde.
Filmbyen har dannet ramme om film- og tv-produktioner som Farligt venskab (1995), Constance (1998), Pink Prison (1999), HotMen CoolBoyz (2000), All About Anna (2005), Dommeren (2005), Klovn (2005), De unge år: Erik Nietzsche sagaen del 1 (2007), Forestillinger (2007) m.fl. Under indspilningen af Dear Wendy (2005) omdannede Nimbus en hel sidegade til amerikansk lilleby med butiksfacader osv. De mest celebre af Lars von Triers film såsom Dogville (2003) med Nicole Kidman er dog blevet filmet i Trollhättan i Sverige.